# Skjoldnæs Fyr

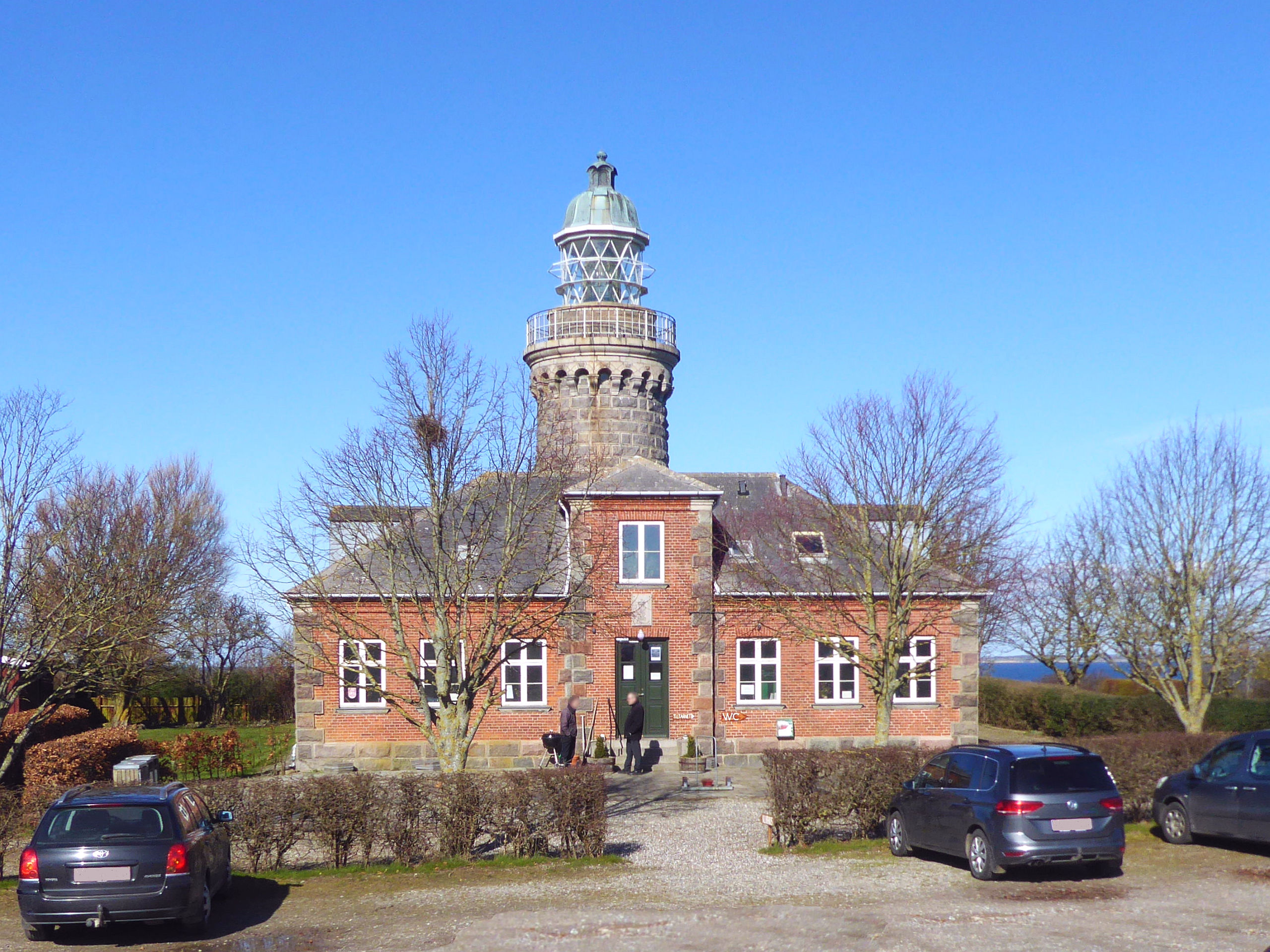
Skjoldnæs Fyr Leuchtturm mit Turmwärterhaus – heute Golfclub (2020)

Der zu Zeiten des dänischen Königs Christian IX. errichtete Leuchtturm Skjoldnæs Fyr befindet sich 5 km von der Ortschaft Søby auf der Insel Ærø im nördlichen Teil der Landschaft Skjoldnæs und 310 m entfernt vom nördlichsten Punkt der Insel. Er zählt zu den schönsten dänischen Leuchttürmen.

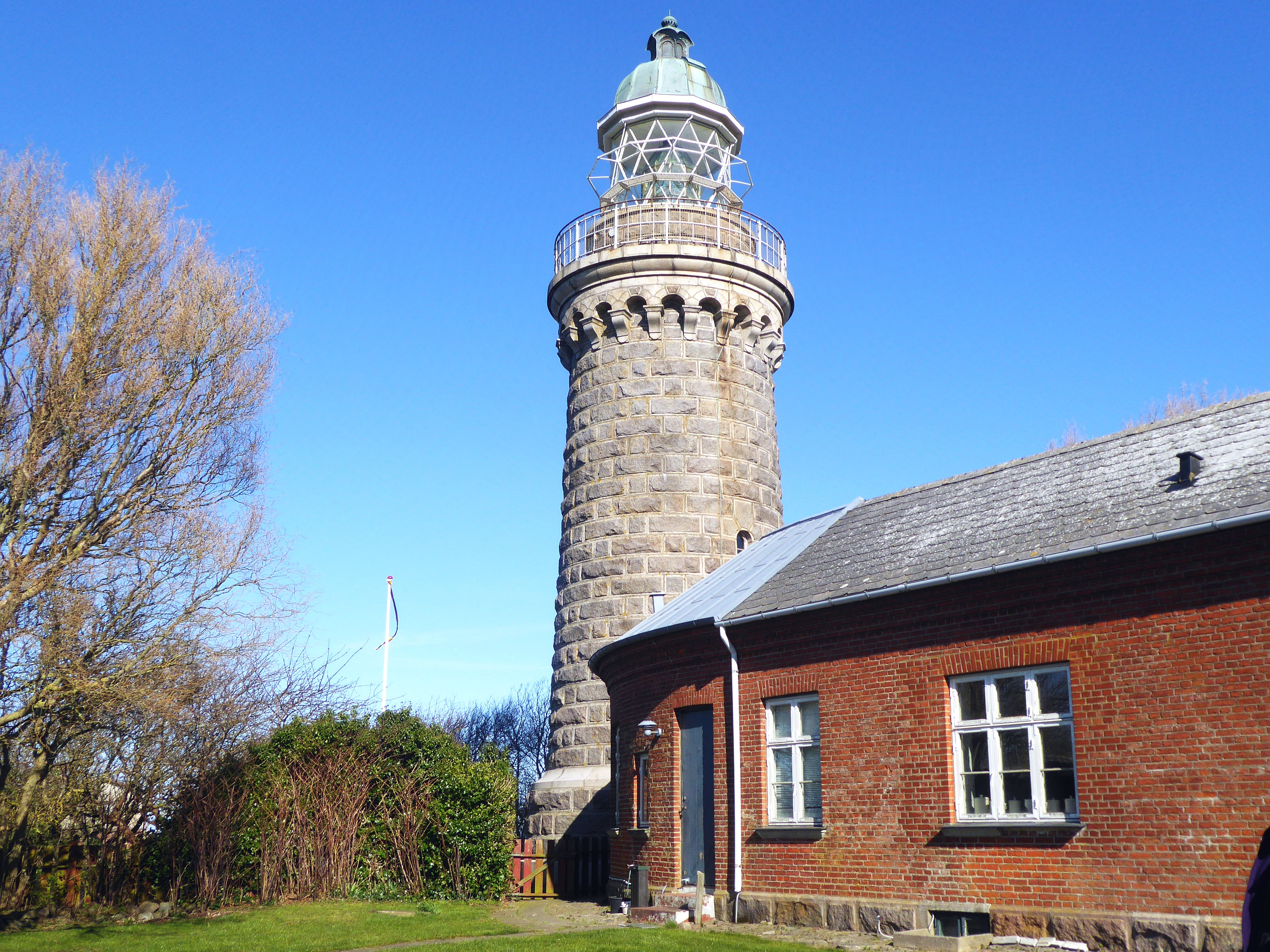
Leuchtturm Skjoldnæs Fyr als Landmarke von der Südseite (2020)

## Geschichte
Nach dem Ende des Deutsch-Dänischen Krieges am 30. Oktober 1864 stellte man die Insel unter dänische Verwaltung durch das Amt Svendborg. Man plante hier die Errichtung eines Leuchtturms nach der Kriegsniederlage, von dessen Spitze man bis zum Herzogtum Schleswig hätte schauen und das „verlorene“ Land grüßen können. Der Architekt Theodor Weden erhielt den Auftrag zur Planung und anschließend kam es 1881 zum Bau des Leuchtturms, von dessen Spitze man die Insel Als (dt. Alsen, heute zum dänischen Sønderjylland gehörend) im Westen und an klaren Tagen die Küste um Gelting (heute Schleswig-Holstein) sehen kann, beides Teile des historischen Herzogtums Schleswig.

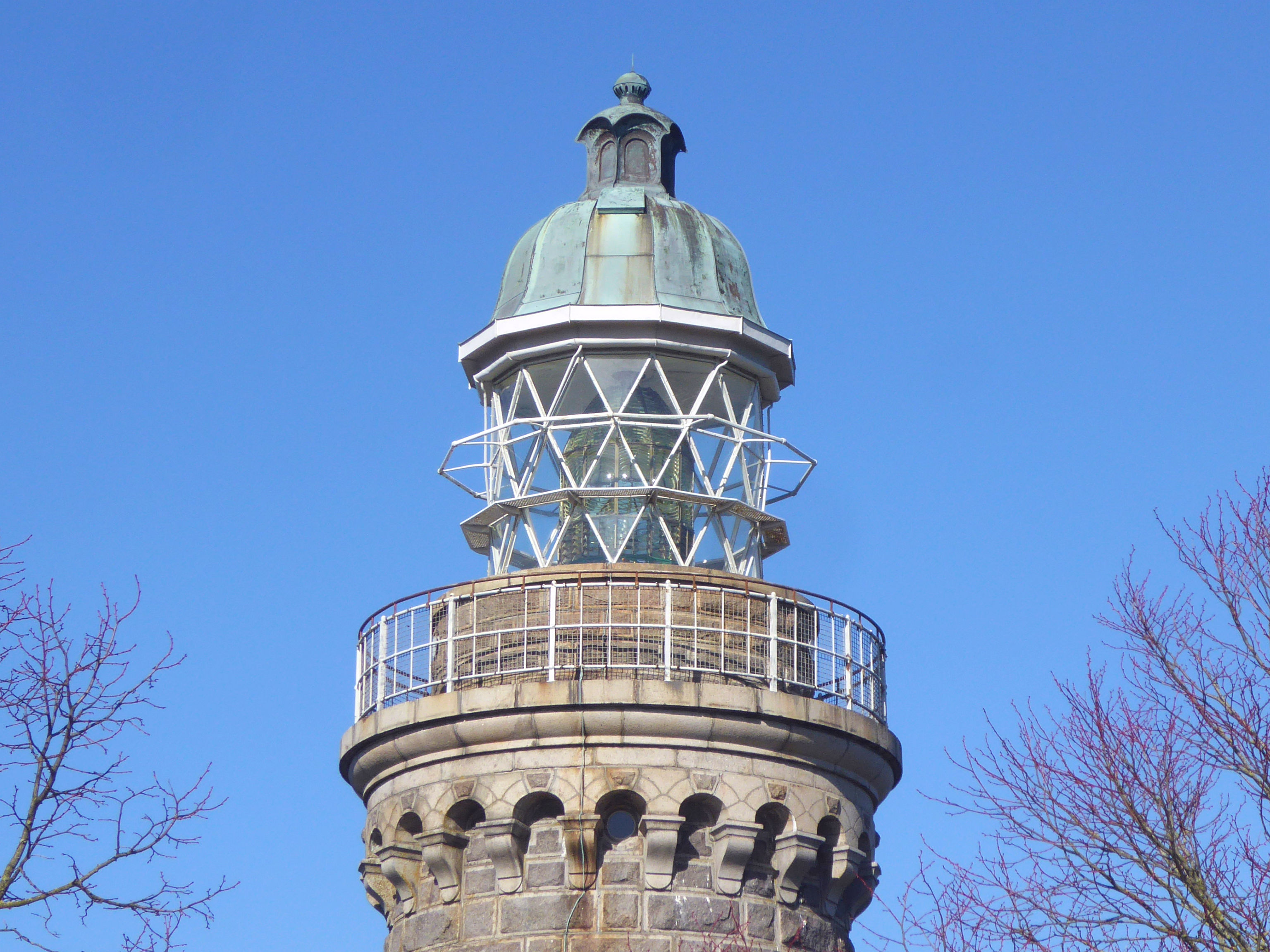
Laternenhaus vom Leuchtturm mit Feuerhöhe 32 m NHN (2020)

## Bauwerk
Für das Bauwerk wurde Bornholmer Granit verwendet, dessen behauene Quader ein handwerklich gutes Naturstein-Schichtenmauerwerk ermöglichten. Das Mauerwerk lässt eine aufsteigend konische Verjüngung des Turms erkennen. Die umlaufende und mit verzierten Elementen konsolenartig ausgebildete Auskragung ermöglichte eine größere Turmplattform als das Außenmaß des Turmschaftes darunter. Der ganze Turm besitzt eine nahezu mängelfreie Substanz. Im Inneren des Turms führt eine Treppe über 57 Stufen zur oberen Turmplattform und zur Laterne des Leuchtturms. Die Turmplattform ist begehbar und mit einem Stahlgeländer gesichert. Das Laternengehäuse ist verglast und trägt sich einschließlich der glockenförmigen Dachhaube mit Kupferbedachung über ein diagonal bzw. rautenförmig angeordnetes Metallstabwerk.

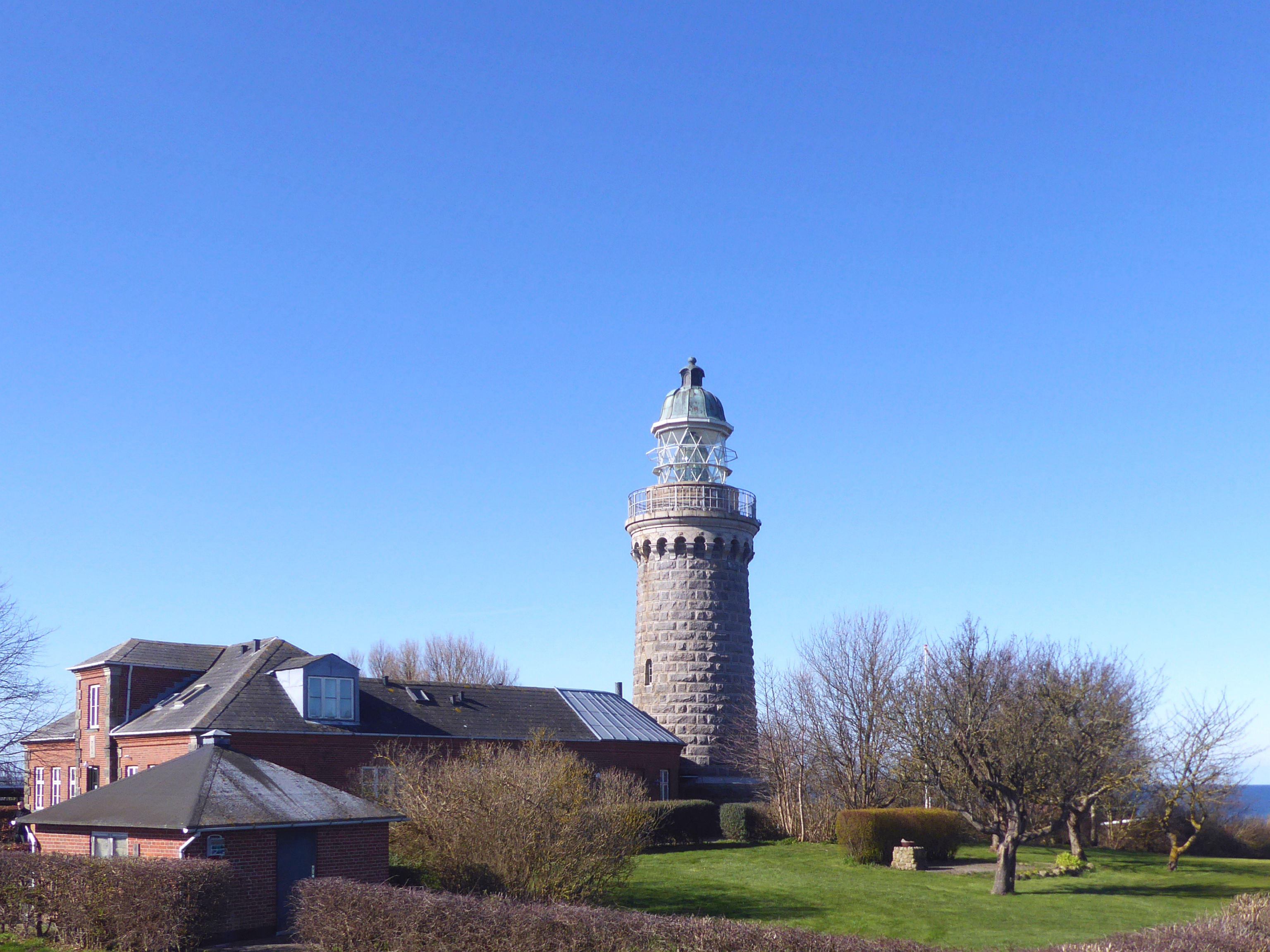
Die Baulichkeiten am Leuchtturm von 1881 an der Nordspitze der Insel Ærø, Dänemark (2020)

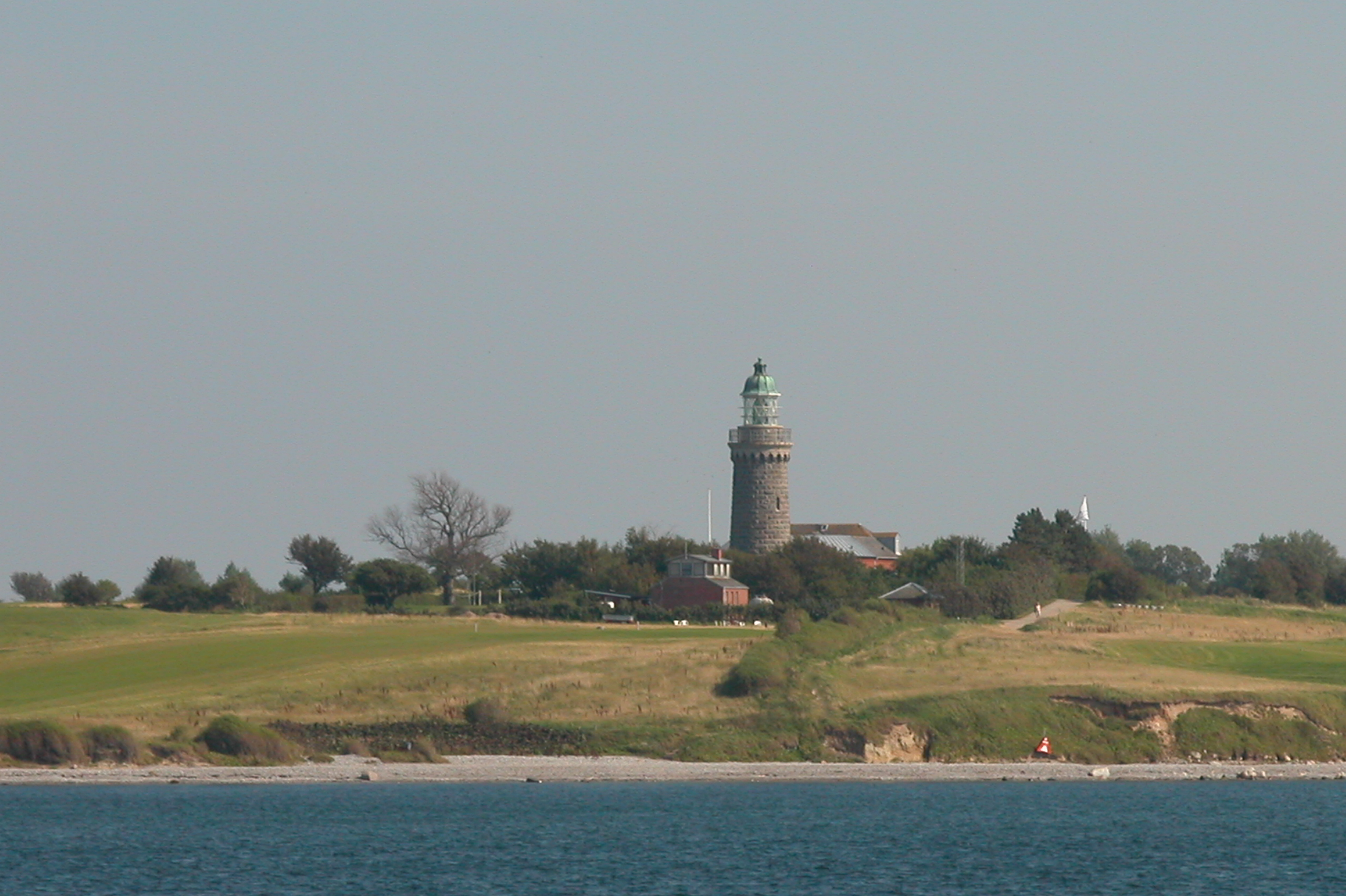
Der Leuchtturm von Skjoldnæs von der Seeseite im Norden der Insel Ærø (2020)

## Laterne
Der Laternenkomplex hat eine bauliche Höhe von ca. 5 Metern. Als Leuchtfeuer wurde zunächst ein „Vægebrænder“ (Wandbrenne) hinter rotierenden Linsen verwendet; das dazu notwendige ehemalige mechanische Antriebswerk für den Linsenapparat ist noch zu besichtigen. Im Jahr 1907 erfolgte der Einbau eines Glødenetsbrænder (Glühbrenners) zum Betrieb mit Petroleum, der bereits nach außen mit ca. 55.000 cd Helligkeit gewirkt haben soll. 1947 wurde der Glühbrenner durch eine elektrische Glühlampe ersetzt; seit 2001 verfügt das Leuchtfeuer über eine Lampe mit 500 Watt elektrischer Leistung. Für die Tragweite des Leuchtfeuers dient eine dreilinsige Optik, die heutige Lichttragweite beträgt 22 nautische Meilen mit Blitzfolge von 4 + 26 Sekunden.

## Öffentlichkeit
Innerhalb der Öffnungszeiten ist der Leuchtturm für Besucher gegen eine geringe Gebühr zugänglich. Auch Trauungszeremonien sind möglich.

## Umgebung
Die Landschaft Skjoldnæs wird auf 60 Hektar in Turmnähe vom Golfclub Ærø genutzt, der über 9- und 18-Loch-Felder verfügt und für sich den ehemaligen Gebäudekomplex südlich des Turms nutzt; hinter dem Eingangsgebäude befindet sich eine große u-förmig gerundete Gebäudeerweiterung.
Südöstlich befindet sich eine sandige Landzunge namens Næbbet im Landschaftsschutzgebiet.